# 8 (tal)

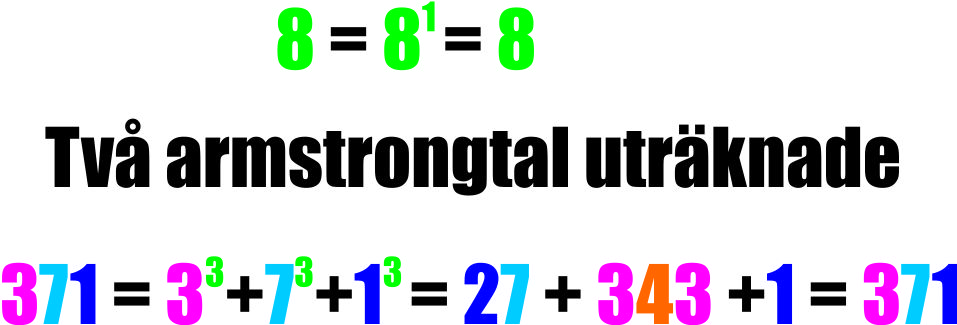
Två "bevisföringar" för armstrongtal, varav talet 8 är det ena.

8 (åtta (fil)) är det naturliga heltal som följer 7 och föregår 9.

## Inom matematiken
- det sjunde defekta talet
- det sjätte fibonaccitalet.
- bas i det oktala talsystemet
- 8 är ett jämnt tal.
- 8 är ett Armstrongtal.
- 8 är ett Leylandtal.
- 8 är ett centrerat heptagontal
- 8 är ett Heptagonalt pyramidtal
- 8 är ett palindromtal i det decimala talsystemet.
- 8 är ett palindromtal i det ternära talsystemet.
- 8 är ett Ulamtal.
- 8 är ett kubiktal.
- 8 är ett tetranaccital.
- 8 är ett Hexanaccital.
- 8 är ett Nonaccital.
- 8 är ett Oktanaccital.
- 8 är ett Heptanaccital.
- 8 är ett Pentanaccital.
- 8 är ett Praktiskt tal.

## Inom vetenskapen
- Syre, atomnummer 8
- 8 Flora, en asteroid
- M8, emissionsnebulosa i Skytten, Messiers katalog

## Inom television
- 8 är ett av talen i den återkommande talserien 4, 8, 15, 16, 23, 42 i tv-serien Lost.

## I världen
- 8 är ett kinesiskt lyckotal.